# NGC 454-1
NGC 454-1 – galaktyka nieregularna znajdująca się w gwiazdozbiorze Feniksa. Została odkryta 5 października 1834 roku przez Johna Herschela. Galaktyka ta znajduje się w trakcie kolizji z NGC 454-2 i jest oddalona o około 164 miliony lat świetlnych od Ziemi.